# Helig geometri
Helig geometri eller sakral geometri avser symboliska och sakrala betydelser för vissa geometriska former och proportioner. Geometrin som används i konstruktion och tillverkning av religiösa strukturer, såsom kyrkor, tempel, moskéer, religiösa monument, altare och tabernakel har ibland ansetts heliga. Konceptet gäller också heliga utrymmen såsom temenoi, lundar och heliga brunnar samt skapandet av religiös konst.